# Июль 2018 года

Список событий июля 2018 года.

## События
- 1 июля
  - Сборная России впервые в своей истории вышла в четвертьфинал Чемпионата мира по футболу, обыграв сборную Испании в серии пенальти после ничьи в основном и дополнительном времени[1].
  - Вступил в силу закон Яровой[2].
  - В около 40 городах России прошли митинги против повышения пенсионного возраста[3].

- 2 июля
  - В Казахстане созданы национальный парк Тарбагатай и Государственный природный резерват Иле-Балхаш, где планируется реинтродукция вымершего туранского тигра, на этот проект Всемирный фонд дикой природы выделит 10 млн евро[4].

- 3 июля
  - Датские учёные впервые создали искусственный человеческий яичник[5].
  - В пещере Тхамлуангнангнон найдены живыми люди. Спасение их возможно в течение 4 месяцев[6].
  - Мэром столицы Туниса, одноимённого города впервые стала женщина — 53-летняя Суад Абдеррахим[7].
  - Несколько туроператоров в России заявили о проблемах, вынуждающих их прекратить или приостановить свою деятельность, в их числе — компании «Натали Турс» и DSBW-Tours, ведущие свою деятельность больше 25 лет[8].
  - Конкурс красоты «Мисс Испания» впервые в истории выиграла трансгендерная женщина. Анхела Понсе также стала первым трансгендером-участником конкурса Мисс Вселенная[9].

- 4 июля
  - В знак протеста против рассматриваемой в Европарламенте директивы об авторском праве временно была прекращена деятельность четырёх языковых разделов «Википедии» — на испанском, итальянском, латышском и польском языках[10].
  - В городе Эймсбери зафиксировано повторное после отравления Сергея и Юлии Скрипаль отравление жертв веществом «Новичок»[11].

- 5 июля
  - Появились сообщения о том, что Владимир Путин закрытым указом присвоил Сергею Кириенко и Юрию Борисову звания Героев России[12][13].

- 6 июля
  - В Японии повешен лидер тоталитарной секты «Аум Синрикё» Сёко Асахара[14].
  - Бывший премьер-министр Пакистана Наваз Шариф заочно приговорён в Пакистане к десяти годам тюрьмы и штрафу в размере 10,6 млн долларов по обвинению в коррупции[15].
  - В Италии, в Монтелупо-Фьорентино скончалась старейшая женщина в Европе Джузеппина Проетто, которой на момент смерти было 116 лет и 37 дней[16].

- 7 июля
  - Сборная Хорватии вышла в полуфинал чемпионата мира по футболу, обыграв сборную России в серии послематчевых пенальти[17].
  - Закон Яровой не сумел вступить в силу, так как сертифицированного оборудования не будет до 2019 года[18].

- 8 июля
  - Министр по Brexit в Великобритании Дэвид Дэвис ушёл в отставку[19].
  - Удостоившийся в 1992 году Букеровской премии роман «Английский пациент» канадского писателя Майкла Ондатже признан читателями лучшим романом из букеровского списка за 50 лет, в связи с чем ему была присуждена специальная премия «Золотой Букер», приуроченная к 50-летию само́й награды[20].

- 9 июля
  - Борис Джонсон ушёл в отставку с поста министра иностранных дел Великобритании[21].
  - В Турции парламентская форма правления сменилась на президентскую[22].
  - Президент Румынии Клаус Йоханнис подписал указ об отставке Главного прокурора Национального антикоррупционного управления[англ.] (DNA) Румынии Лауры Ковеши, известной своей антикоррупционной деятельностью[23].

- 10 июля
  - Новым министром иностранных дел Великобритании стал Джереми Хант[24].
  - В Турции объявлен первый после смены формы правления с парламентской республики на президентскую состав правительства[25].

- 11 июля
  - Банк России лишил лицензии самарский Газбанк, занимавший 134-е место по величине активов в топ-150 банков РФ[26].
  - В Германии известная неонацистская активистка Беата Чепе была приговорена к пожизненному заключению без права освобождения за десятикратное убийство, участие в бандитском формировании и особо тяжком поджоге[27].

- 13 июля
  - Новозеландскими учёными в Женеве был представлен рентгеновский аппарат, который способен делать трёхмерные цветные снимки[28].
  - Присяжные суда штата Миссури обязали компанию Johnson&Johnson выплатить рекордные $4,7 млрд штрафа, из-за возможного канцерогенного действия детской присыпки[29].
- 15 июля
  - Сборная Франции по футболу во второй раз в истории ЧМ завоевала кубок мира, победив сборную Хорватии[30].
- 16 июля
  - В Хельсинки состоялась встреча президента США Дональда Трампа и президента РФ Владимира Путина[31].
- 17 июля
  - В Екатеринбурге, в день столетней годовщины расстрела царской семьи, прошёл стотысячный крестный ход от Храма-на-Крови до урочища Ганина Яма в память о Николае II и о членах его семьи. Крестный ход возглавил Патриарх Московский и всея Руси Кирилл[32].
- 18 июля
  - Европейская комиссия огласила о наложении рекордного штрафа в размере €4,34 млрд на Google, за нарушение антимонопольного законодательства[33].
- 19 июля
  - Бронзовый призёр зимних Олимпийских игр в Сочи, казахстанский фигурист Денис Тен погиб в Алма-Ате (Казахстан) после ножевого ранения[34].
  - Кнессет Израиля принял конституционный закон, который определяет Израиль как национальное государство еврейского народа[35].
- 20 июля
  - Непал и Руанда установили дипломатические отношения[36].
- 21 июля
  - После гибели военнослужащего ЦАХАЛа, израильские военные атаковали около 60 объектов «Хамас» в секторе Газа[37].
- 22 июля
  - Национальная ассамблея Кубы утвердила проект новой конституции страны, которым предусмотрено расширение прав граждан и либерализация экономической политики[38].
  - Произошла стрельба в Торонто, в результате чего 14 человек получили ранения, одна женщина погибла, ещё одна женщина находится в тяжёлом состоянии[39].
  - Сирия и Южная Осетия подписали соглашение об установлении дипломатических отношений[40].
- 23 июля
  - В Греции бушует масштабный лесной пожар, из-за которого как минимум 20 человек погибли, более сотни человек были госпитализированы[41].
- 24 июля
  - Израиль сбил сирийский военный самолет, который пересёк сирийско-израильскую границу[42].
  - Венгрия отказалась участвовать в разработке всемирного миграционного пакта ООН[43].
  - От участия в фестивале Нашествие из-за его милитаризации отказались группы «Пошлая Молли», «Элизиум», Монеточка и некоторые другие[44].
  - Лесные пожары в пригородах Афин унесли жизни 79 человек, сожжены не менее 4000 домов[45].
  - Госдума в третьем чтении приняла 2 законопроекта повышении с 1 января 2019 года налога на добычу полезных ископаемых и о снижении экспортной пошлины на сырую нефть и нефтепродукты[46].
- 25 июля
  - В Йоханнесбурге открылся юбилейный, десятый саммит стран-членов ассоциации БРИКС[47].
- 27 июля
  - Стоимость «Фейсбука» упала сразу на 151 млрд долларов после публикации финансовой отчётности социальной сети за второй квартал 2018 года[48].
  - Совет Федерации одобрил закон о повышении с 1 января 2019 года НДС с 18 % до 20 %[49] и законы о создании специальных административных районов на Октябрьском острове в Калининграде и на острове Русский в Приморье, которые станут офшорными территориями с особыми финансовыми условиями[50].
  - Палата представителей США одобрил законопроект о военном бюджете на 2019 год, предусматривающий $250 млн помощи Украине[51].
- 28 июля
  - Президент Владимир Путин наградил в Кремле орденом Александра Невского заслуженного тренера России Станислава Черчесова, орденом Почета — капитана сборной, вратаря Игоря Акинфеева и защитника Сергея Игнашевича. Почетные грамоты президента получили остальные игроки и тренеры сборной.[52]
  - В Египте приговорены к смертной казни 75 членов организации «Братья-мусульмане», обвиняющиеся в участии в беспорядках, произошедших в 2013 году в ходе разгона военными сторонников поддерживаемого «Братьями» президента Мохаммеда Мурси, который был свергнут незадолго до этого[53].
  - Отправлен в отставку кардинал Теодор Маккэррик в связи с обвинениями в сексуальном насилии, впервые с 1927 года ушёл в отставку священнослужитель Коллегии Кардиналов[54].
- 30 июля
  - Экс-президент Армении Роберт Кочарян арестован судом первой инстанции Еревана[55].
  - В Грузии легализовали употребление марихуаны[56].
- 31 июля
  - В Центральноафриканской Республике убиты российские журналисты Орхан Джемаль, Кирилл Радченко и Александр Расторгуев[57].
  - Mail.Ru Group прекратила разработку браузера «Амиго»[58].